# Kunowice
Kunowice (deutsch Kunersdorf, früher auch Cunersdorf) ist ein Dorf in der polnischen Woiwodschaft Lebus. Es ist der Gemeinde Słubice  (Dammvorstadt, bis 1945 der östlich der Oder gelegene Stadtteil von Frankfurt an der Oder) zugeordnet.
Das Dorf erlangte 1759 durch die Schlacht bei Kunersdorf während des Siebenjährigen Krieges Bekanntheit.

## Geographische Lage
Die Ortschaft liegt in der Mark Brandenburg östlich von Frankfurt (Oder) auf der rechten Seite der Oder, etwa fünf Kilometer östlich des ehemaligen Stadtteils Dammvorstadt von Frankfurt. Das Dorf liegt auf den Höhen des Odertals, seine landwirtschaftliche Feldmark teils auf den Höhen, teils in der Niederung.

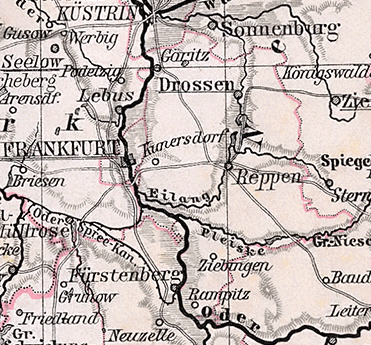
Kunersdorf östlich von Frankfurt und der Oder auf einer Landkarte von 1905

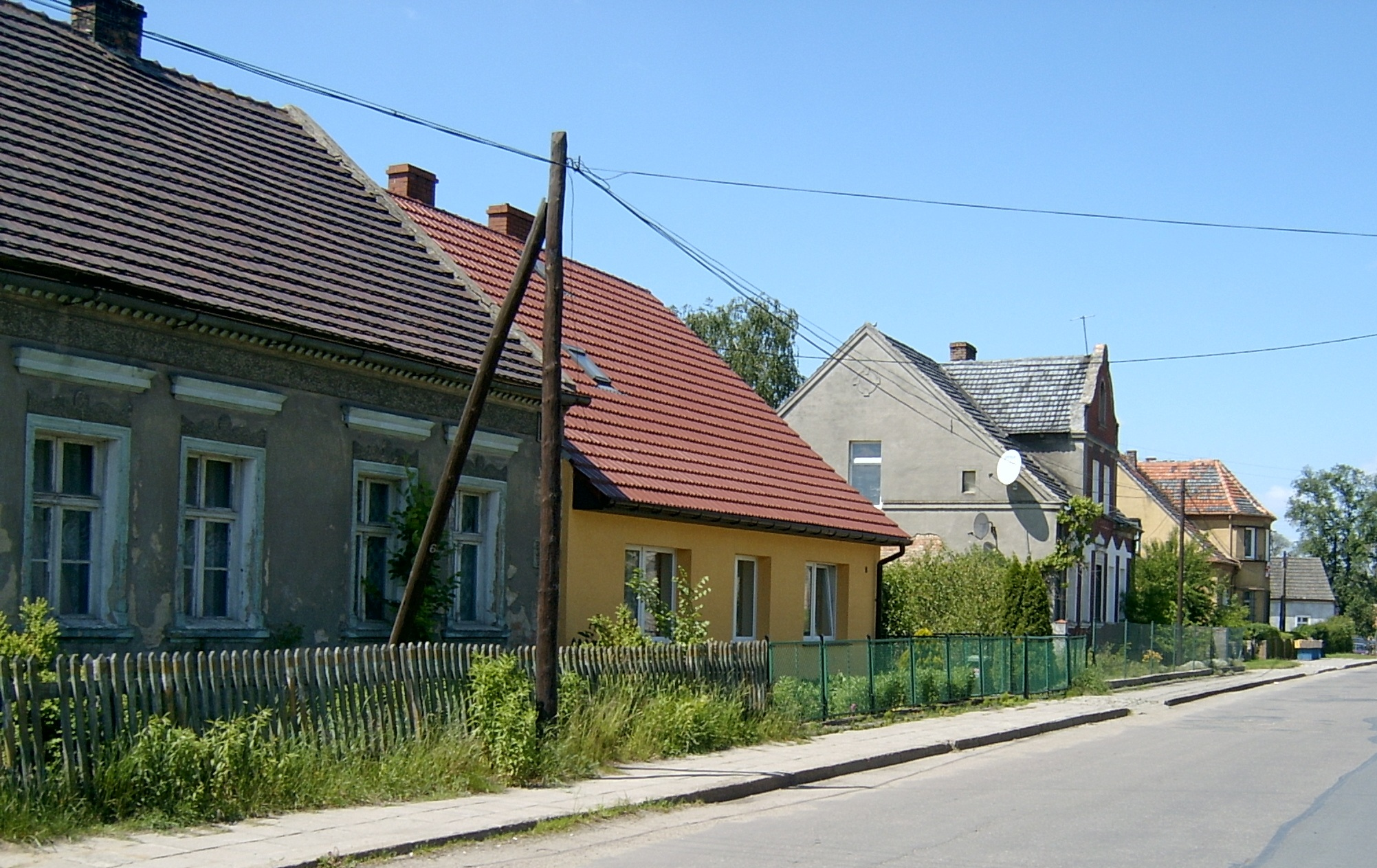
Dorfstraße (Aufnahme 2006)

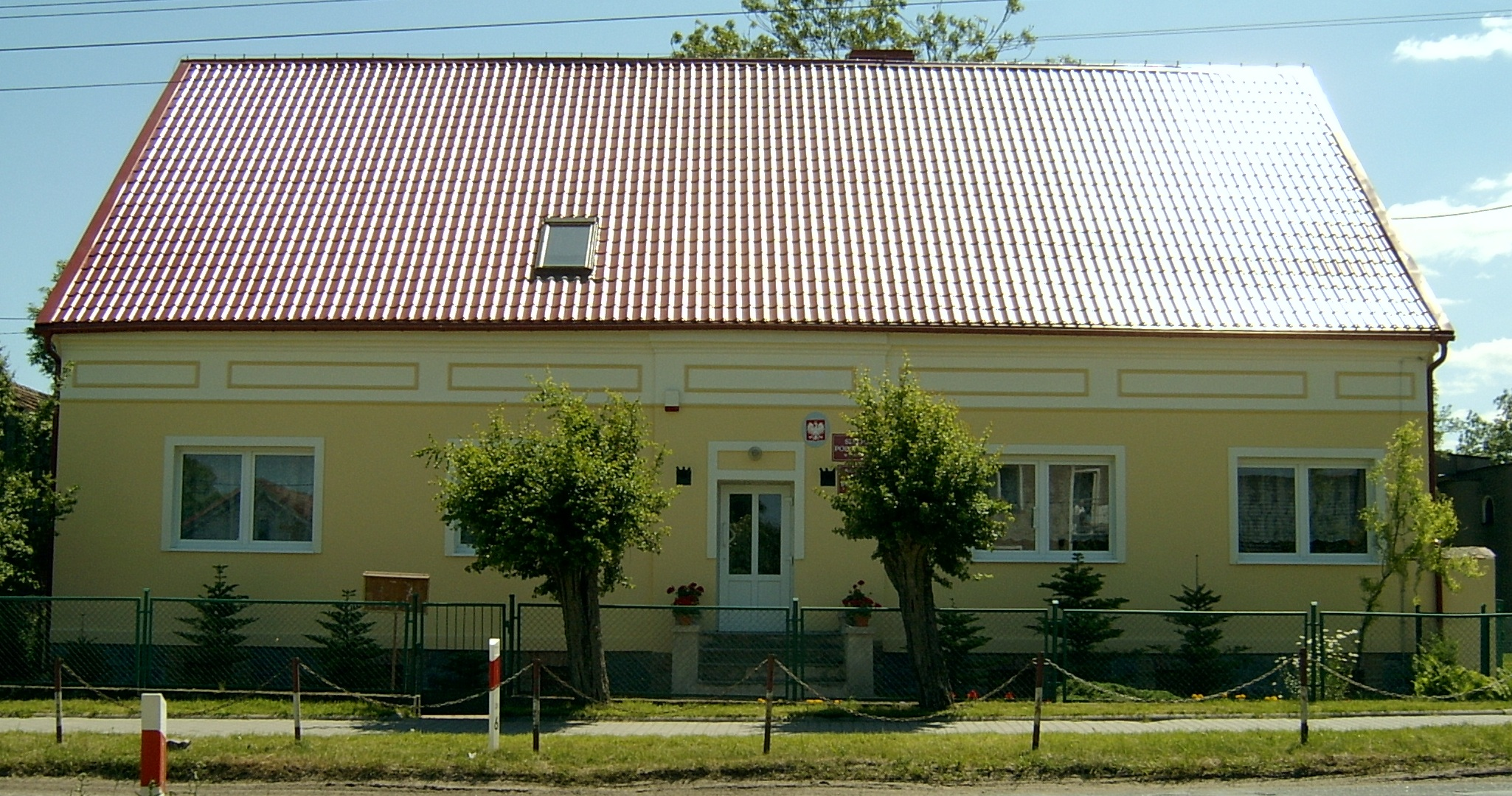
Gebäude der Grundschule

## Geschichte
Die erste urkundliche Erwähnung des Dorfes erfolgte 1337. Kunersdorf war wahrscheinlich nach deutschem Recht und auch von Deutschen gegründet worden. Vermutlich wurde bereits im 13. Jahrhundert die Kirche aus Granitfindlingen errichtet. 1372 bestand bereits ein Schulzengericht. Seit 1399 war Kunersdorf eine Eigentumsortschaft der Kämmerei von Frankfurt (Oder). Die Stadt kaufte das Dorf mit 40 Hufen Land und ein oder zwei Wassermühlen vom Markgrafen Jobst von Mähren. Im Dorf lebten zu diesem Zeitpunkt ein Lehnschulze, 14 Bauern, von denen einer ein Krüger war, und sechs Kossäten. Vier Hufen des Landes gehörten zur Pfarrkirche, sechs zum Schulzen und 34 zu den Bauern.
Da der Stadt Frankfurt auf dem rechten Oderufer außerdem die benachbarten vier Dörfer Schwetig, Kunitz, Reipzig und Trettin gehörten und die fünf Dörfer zusammengenommen die Eigenschaft eines Ritterguts besaßen, stand dem Frankfurter Stadtrat ein Sitz der Ritterschaft im Landtag zu.
Ein Heer unter Hans von Sagan und Crossen marschierte im Oktober 1477 durch das Land auf dem Weg nach Frankfurt (Oder) und plünderte dabei das Dorf.
Im Jahr 1622 wird ein sieben Hufen umfassendes Vorwerk erwähnt. Ein Vorwerk, das noch um die Mitte des 19. Jahrhunderts vorhanden und mit dem Roten Vorwerk zusammengelegt worden war, hatte den Namen Grundschäferei; es befand sich in Erbpacht eines Mitglieds der Familie Rex.
Zwischen 1631 und 1644 besetzten abwechselnd schwedische und kaiserliche Truppen das Gebiet. Für das Dorf bedeuteten Söldner beider Seiten Geldzahlungen, Plünderungen und Brandschatzungen.
Der letzte Schulze des Ortes verstarb 1694 und Frankfurt war dadurch berechtigt, das Schulzenamt zu inkorporieren, und setzte daher stattdessen einen Setzschulzen ein. Die sechs Hufe des Schulzen gingen an das Vorwerk über.
Am 1. August 1759 wurde das Dorf infolge des Siebenjährigen Krieges von den Russen besetzt und am 11. August von diesen eingeäschert, nur die im 13. Jahrhundert gegründete Kirche blieb verschont. Am 12. August kam es zur Schlacht bei Kunersdorf, aus welcher die Koalition aus Russen und Österreichern siegreich hervorging.
1768 wurden dem Pächter des Vorwerkes die Pflichten des Schulzen übertragen. Ein Jahr später wurde das Vorwerk in eine Erbpacht umgewandelt und Johann George Jahn wurde der erste Pächter. 1785 gab es in Kunersdorf ein Vorwerk mit Schäferei, eine Wassermühle, eine Unterförsterei, einen Krug, einen Laufschmied sowie eine Kirche mit Pfarre und Küsterei. Die Dorffläche betrug zu diesem Zeitpunkt 5.023 Morgen und 19 Quadratruten.
Im Jahr 1785 lebten in Kunersdorf elf Bauern, zwölf Kossäten, sechs Hausleute, zwei Einlieger, zwei Schäfer, drei Hirten, ein Laufschmied, ein Unterförster, ein Prediger sowie ein Küster. 1799 wurde die Kirche umgebaut.

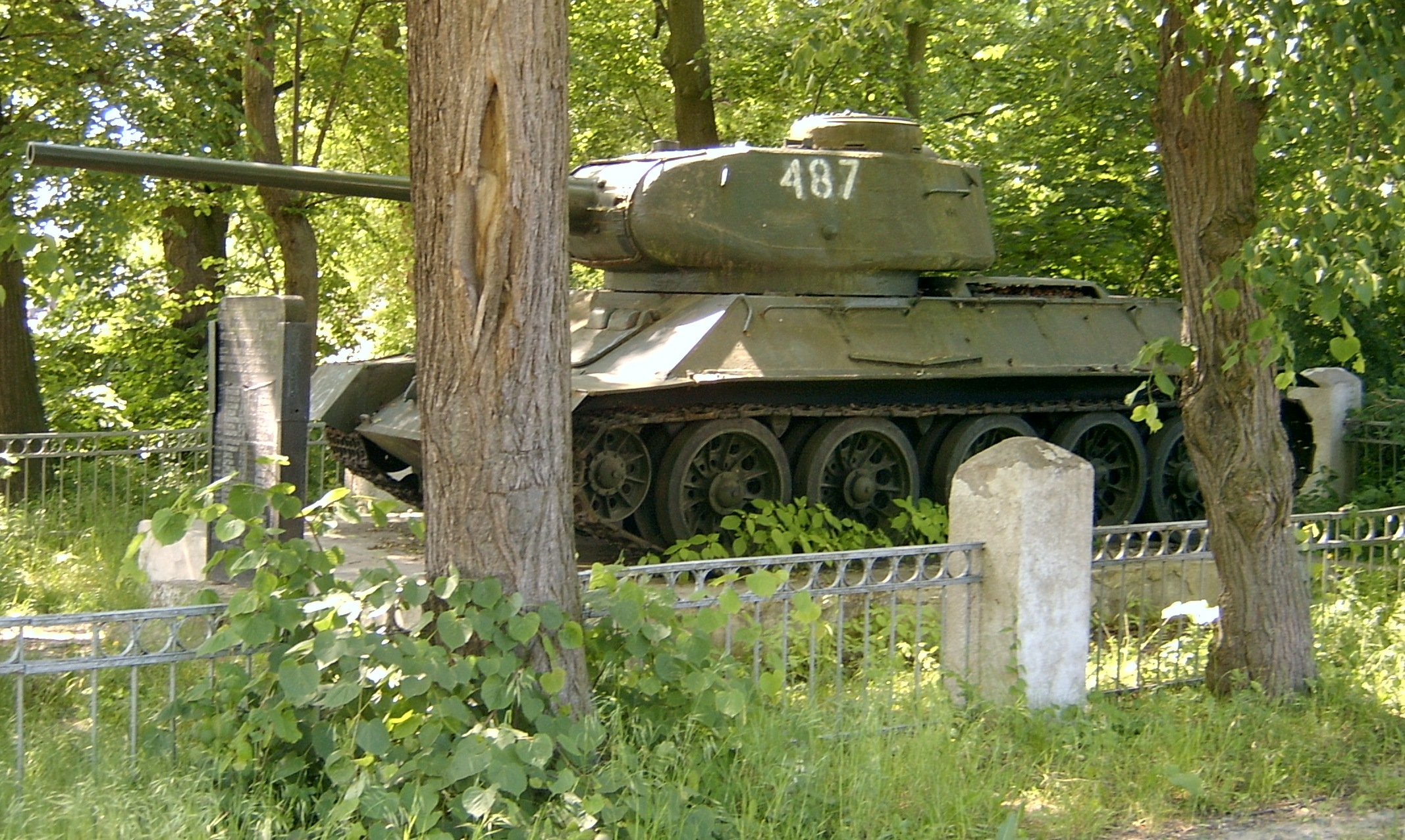
Panzerdenkmal

Die Armee der Franzosen, die 1806 in die Gegend einmarschierte, brachte zusätzliche Lasten für das Dorf mit sich. Der Schulze und der Pächter des Vorwerks waren zuvor bereits aus dem Dorf geflohen, so dass der Pfarrer Kriele vorübergehend die Aufgaben leitete. Da der Ort an der Hauptroute nach Osten lag, mussten regelmäßig Soldaten einquartiert und entsprechend versorgt werden.
1861 verkaufte Frankfurt einen Teil des Dorfforstes an den Militärfiskus, der dort einen Exerzierplatz errichten ließ.
1873 wurde das Dorf in den Landkreis Weststernberg eingegliedert.
Anfang des 20. Jahrhunderts war das Dorf immer noch ein Bauerndorf mit nur wenigen Handwerkern und keiner Industrie. Am 1. September 1907 wurde eine Bahnlinie von Kunersdorf nach Ziebingen eröffnet, die Haltestellen in Pulverkrug, nahe Reipzig, Kunitz, Aurith und Sandow hatte. Die Bahn war vornehmlich für den Gütertransport, aber auch für den Personenverkehr gedacht.
In den folgenden Jahren entwickelten sich eine Ziegelei, drei Sägewerke, die Maschinenproduktion Theodor Languda die Fahrradschlosserei Otto Strehl, die Stellmacherei Weiche und Roddelkopf sowie die Bauunternehmen Schulz und Protsch.
Bei der Kreistagswahl am 30. November 1925 wählten 193 Einwohner die SPD, 75 die KPD, 28 den Block der Mitte, 229 die Brandenburger Heimatliste und 15 die NSDAP. Zur Reichstagswahl am 31. Juli 1932 wählten 135 die SPD, 26 die KPD, 7 Zentrum, 24 die DNVP und 328 die NSDAP.
Kunersdorf gehörte zum Landkreis Weststernberg, Regierungsbezirk Frankfurt, in der preußischen Provinz Brandenburg des Deutschen Reichs.
Gegen Ende des Zweiten Weltkriegs kam es Anfang Februar 1945 um das Dorf zu schweren Gefechten zwischen der Roten Armee und der Wehrmacht. Am 3. Februar um 20:00 Uhr wurde das Dorf von sowjetischer Artillerie beschossen und anschließend mit Panzern und Infanterie angegriffen. Die Panzerangriffe konnten durch die Jagdpanzer 38 des Panzergrenadier-Regiments „Kurmark“ abgewehrt werden. Die sowjetische Infanterie konnte sich allerdings in einigen Häusern festsetzen. Am 6. Februar wurde Kunersdorf vollständig von sowjetischen Truppen eingenommen.
In diese Zeit fiel auch die Zerstörung der Kirche.
Nach Kriegsende wurde Kunersdorf zusammen mit anderen deutschen Gebieten östlich der Oder-Neiße-Linie unter polnische Verwaltung gestellt. Es begann die Zuwanderung polnischer Migranten. Den geflohenen einheimischen Dorfbewohnern wurde die Rückkehr in ihr Dorf von polnischen Milizionären verweigert. Die deutsche Ortschaft Kunersdorf wurde in Kunowice umbenannt.
Der Bahnhof Kunowice war nach dem Zweiten Weltkrieg einer der wichtigsten Grenzbahnhöfe in Richtung Westen. Im Jahre 1975 wurde das Dorf der neu gebildeten Woiwodschaft Gorzów zugeteilt. Nach deren Auflösung ist der Ort seit 1999 Teil der Woiwodschaft Lebus.

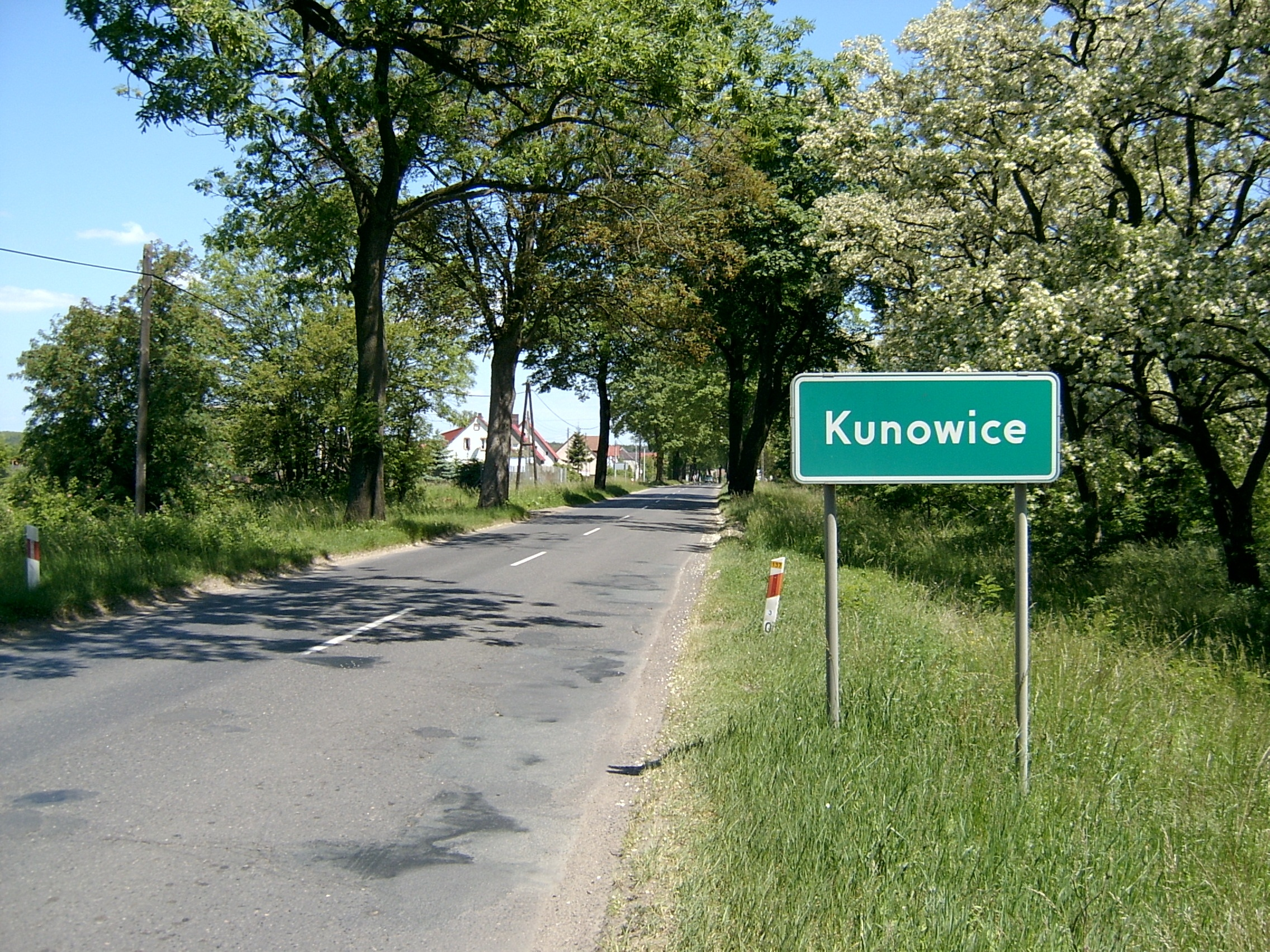
Ortseingang

### Demographie
| Jahr | Einwohnerzahl am 1. Dezember | Anmerkungen                                               |
| ---- | ---------------------------- | --------------------------------------------------------- |
| 1811 | 325                          | [ 5 ]                                                     |
| 1831 | 417                          | [ 5 ]                                                     |
| 1867 | 748                          | am 3. Dezember                                            |
| 1871 | 738                          | am 1. Dezember, davon 731 Evangelische, sieben Katholiken |
| 1910 | 922                          | [ 7 ]                                                     |
| 1933 | 1072                         | [ 8 ]                                                     |
| 1936 | 1312                         | [ 5 ]                                                     |
| 1939 | 1370                         | [ 8 ]                                                     |
| 1998 | 530                          |                                                           |

## Kultur und Sehenswürdigkeiten

Das ehemalige Denkmal

Ein Denkmal anlässlich der Rettung Friedrichs des Großen befand sich auf dem Mühlenberg. Der König weilte während eben jener „Schlacht bei Kunersdorf“ des Siebenjährigen Krieges dort am 12. August 1759. Rittmeister von Prittwitz brachte den König damals außer Lebensgefahr und in Sicherheit. Diese Szene war in dem Relief auf dem Denkmal dargestellt, das von einem Adler gekrönt war. Die Familie von Prittwitz und der Historische Verein zu Frankfurt waren die Initiatoren des Denkmals, das am 22. August 1909 eingeweiht wurde. Als Inschrift war zu lesen Hier weilte Friedrich der Große während der Schlacht am 12.08.1759. Bereits 1918 wurden der Adler und eine der Tafeln des Denkmals zerstört. Das Denkmal befindet sich heute nicht mehr in Kunowice.

## Söhne und Töchter des Ortes
- Paul Matting (1859–1935), Politiker, Mitglied des Preußischen Herrenhauses, Oberbürgermeister von Breslau
- Friedrich Hüffmeier (1898–1972), Vizeadmiral im Zweiten Weltkrieg und Festungskommandant der Kanalinseln